# Barna (keresztnév)
A Barna arámi–héber eredetű férfinév, a Barnabás önállósult magyar rövidülése

## Gyakorisága
Az 1990-es években a Barna igen ritka név volt, a 2000-es években a 81–99. leggyakoribb férfinév.

## Névnapok
- június 11.[2]

## Híres Barnabások, Barnák
- Basilides Barna festő, grafikus, gobelintervező
- Kabay Barna filmrendező
- Pély Barna zenész, énekes, zenepedagógus
- Tálas Barna sinológus
- Mezey Barna jogtörténész
- Héder Barna újságíró, műsorvezető